# Ty Conklin
Ty Curtis Conklin (Phoenix, 30 marzo 1976) è un ex hockeista su ghiaccio statunitense.

## Carriera
In NHL ha indossato le maglie di Edmonton Oilers, Columbus Blue Jackets, Buffalo Sabres, Pittsburgh Penguins, Detroit Red Wings e St. Louis Blues.
Ha anche giocato con Hamilton Bulldogs (AHL), EHC Wolfsburg Grizzly Adams (Germania), Hartford Wolf Pack (AHL), Syracuse Crunch (AHL), Wilkes-Barre/Scranton Penguins (AHL) e Grand Rapids Griffins (AHL).

## Palmarès

### Mondiali
- 1 medaglia:
  - 1 bronzo (Repubblica Ceca 2004)